# Centre commercial de Tourville-la-Rivière

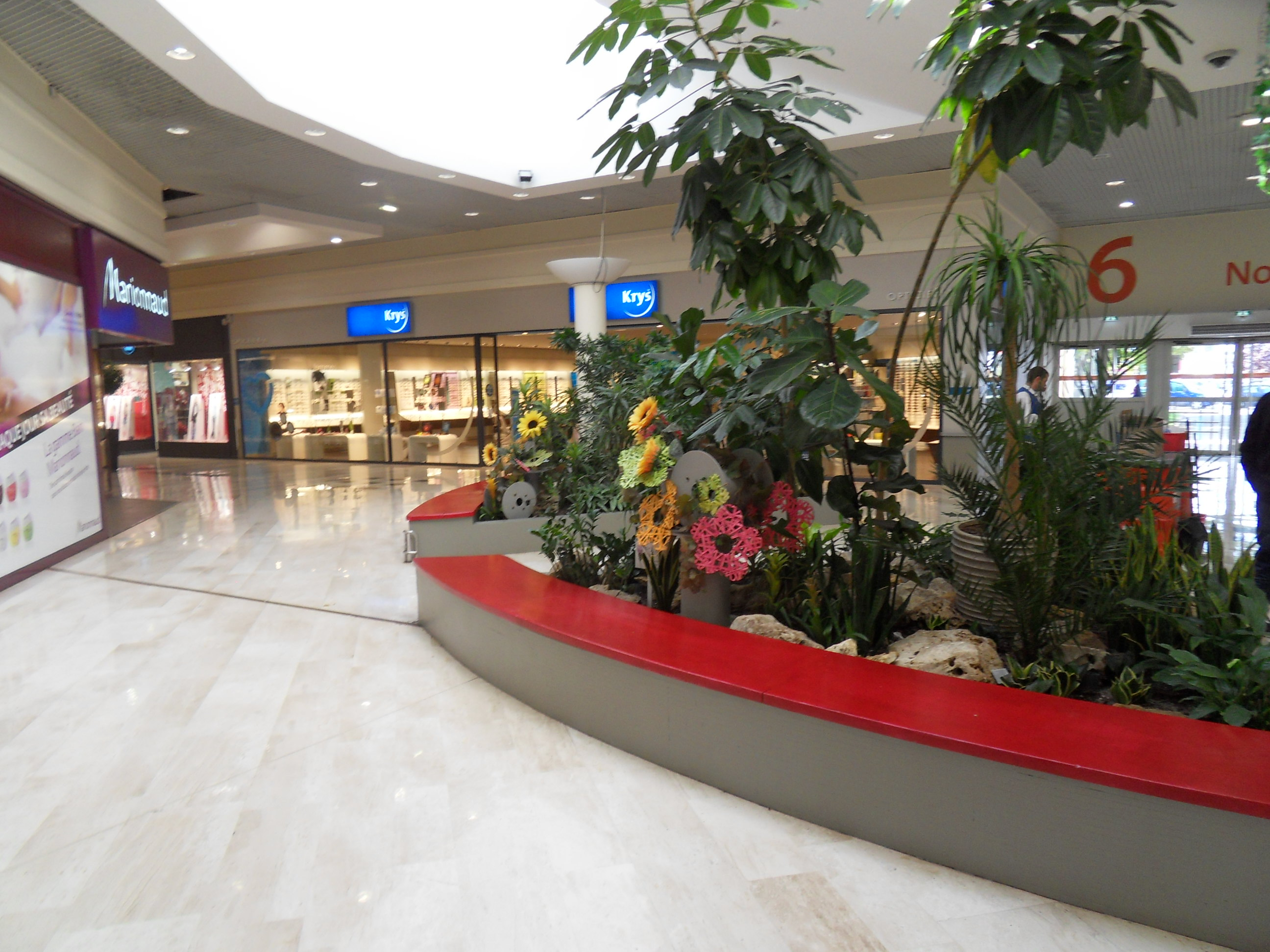
Galerie marchande

Le Centre Commercial Tourville-la-Rivière est un complexe commercial régional géré par la société Klépierre-Ségécé situé sur la commune de Tourville-la-Rivière, en Seine-Maritime. Ce centre construit sous la forme d'un arc de cercle est desservi par l'autoroute de Normandie sur l'axe Rouen-Paris. Le Centre est implanté au cœur de la zone commerciale et possède un parking d'une capacité de 2 800 places.

## Faits divers
Des rodéos urbains sont régulièrement organisés sur les voiries du centre.

## Enseignes
Sa principale enseigne est un hypermarché Carrefour.
plus de 50 enseignes sont présentes dans les domaines suivants : 
- Beauté,
- Bijoux - accessoirerie,
- Chaussures - maroquinerie,
- Hypermarché,
- Lingerie,
- Loisirs - cadeaux,
- Mode,
- Opticiens,
- Restauration,
- Services,
- Téléphonie.

## Accès
- Parking Centre Commercial Tourville-la-Rivière de 2 800 places ;
- Bus réseau Astuce 33 et F ;
- Train Rouen/Oissel puis bus ;
- Voiture Autoroute A13 sortie 21.

Le centre commercial innove en réservant des places de stationnement aux seniors. Situées près des entrées, ces places peintes en rose facilitent l'accès des personnes âgées aux commerces.